# سرو لیلاند
سرو لیلاند (نام علمی: Cupressus ×leylandii) نام یک گونه از سرده زربین است. این نوع سرو که اغلب بطور ساده لیلاندی خوانده می‌شود، نوعی درخت همیشه سبز از تیرهٔ مخروطیان است که در باغبانی علمی بطور عمده به منظور ایجاد پوشش گیاهی مورد استفاده قرار می‌گیرد. این درخت حتی در نواحی نامساعد نیز رکورد رشد ۱۵ متر (۴۹ فوت) در طی ۱۶ سال را دارد.